# Platyfrons
Platyfrons is een geslacht van vliesvleugeligen uit de familie Mymaridae. De wetenschappelijke naam van dit geslacht is voor het eerst geldig gepubliceerd in 1990 door Yoshimoto.

## Soorten
Het geslacht Platyfrons is monotypisch en omvat slechts de volgende soort:
- Platyfrons helavai Yoshimoto, 1990